# Bitzer SE

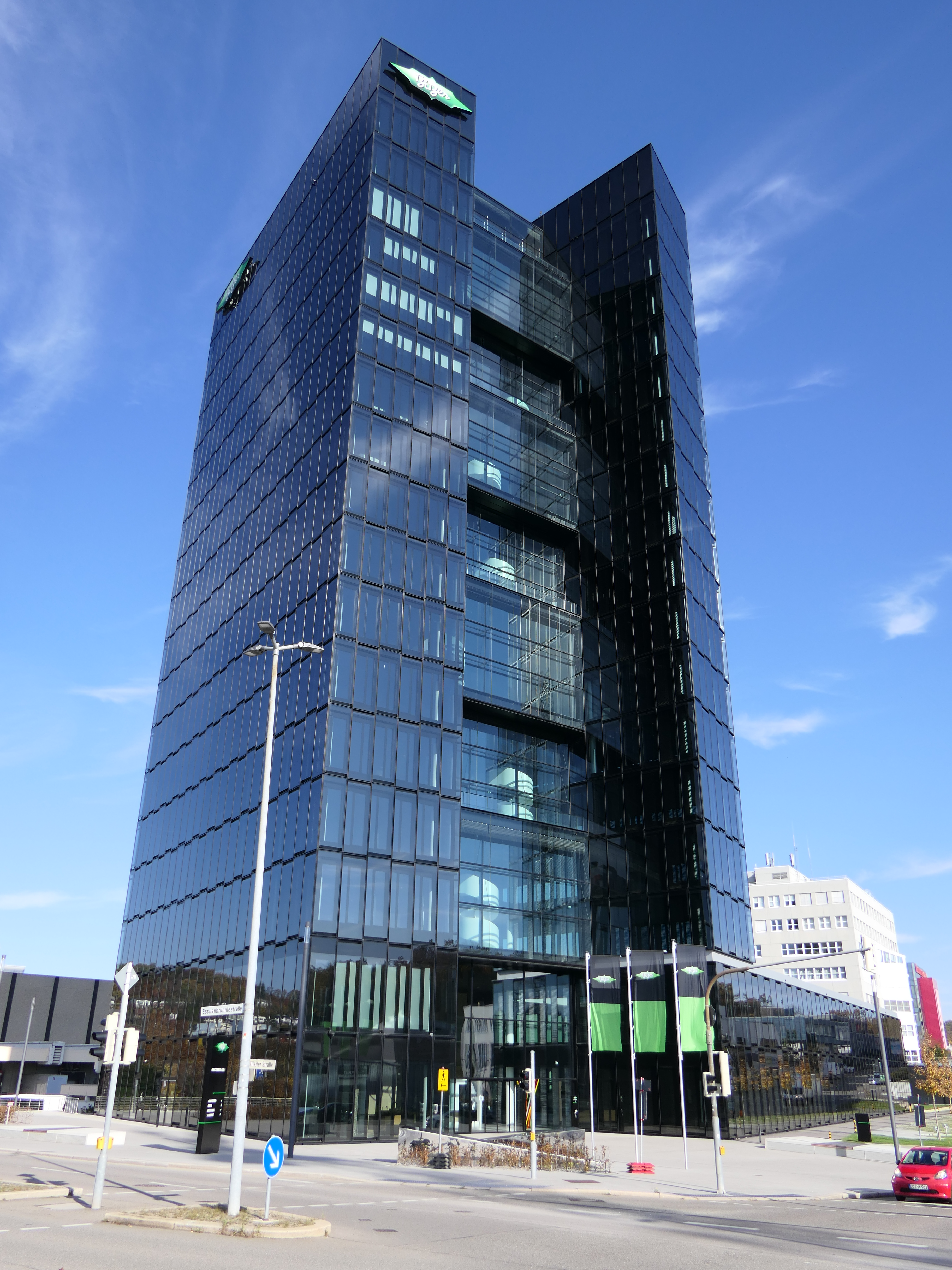
Neues Hauptquartier im Oktober 2020

Die Bitzer SE (Eigenschreibweise: BITZER SE) mit Sitz in Sindelfingen ist ein Unternehmen der Kälte- und Klimatechnik.
Im Jahr 2024 erwirtschaftete das Unternehmen 1,12 Milliarden Euro Umsatz und beschäftigte über 4.500 Mitarbeiter an weltweit 75 Standorten.

## Geschichte
Martin Bitzer gründete das Unternehmen 1934 als „Apparatebau für Kältetechnik“. Produziert wurden zunächst Expansionsventile und Zwei-Zylinder-Gleichstromkolbenverdichter. Bis 1959 vergrößerte Martin Bitzer sein Unternehmen auf 206 Mitarbeiter, seine Produkte exportierte er in 56 Länder. Von 1947 bis 1970 war der NS-Verbrecher Sigfried Uiberreither unter einem Tarnnamen und unter Mitwisserschaft Martin Bitzers im Unternehmen beschäftigt. Im Jahr 1961 übernahm Ulrich Schaufler die „Bitzer Kühlmaschinenbau GmbH“, der er bis zu seinem Tod 1979 vorstand. Seine Nachfolge trat sein Sohn Peter Schaufler an. Das Unternehmen hatte damals 270 Mitarbeiter und erwirtschaftete einen Umsatz von 30 Millionen DM.
In Folgejahren gründete Peter Schaufler über 40 Tochtergesellschaften, darunter Produktionsstandorte in Deutschland, Portugal, der Volksrepublik China, Australien, Südafrika und den USA. Bitzer engagierte sich mit unterschiedlichen Beteiligungen in diversen Unternehmen und übernahm im Jahr 2007 den dänischen Steuerungsgerätehersteller Lodam (umfirmiert in Bitzer Electronics a/s) und im Jahr 2013 den Hersteller für Kältearmaturen Armaturenwerk Altenburg GmbH (AWA).
Im September 2008 firmierte das Unternehmen von der Bitzer Kühlmaschinenbau GmbH & Co. Holding KG in die Bitzer SE (Societas Europaea) um. Mit dem Tod von CEO Peter Schaufler im August 2015 gingen auch Änderungen in der Managementebene einher.

## Produkte und Dienstleistungen
Bitzer ist spezialisiert auf Produkte und Dienstleistungen in den Bereichen Kältetechnik, Raumklimatisierung, industrielle Prozesskühlung und Kühltransport. Als einziger Verdichterhersteller fertigt das Unternehmen  drei Verdichtertechnologien (Hubkolben-, Schrauben- und Scrollverdichter) sowie Verflüssigungssätze und Druckbehälter.